# Zaagselhertenzwam
De zaagselhertenzwam (Pluteus petasatus) is een schimmel uit de familie Pluteaceae. Hij leeft saprotroof op zaagsel of sterk vergane stronken, soms op liggende takken of stammen van loofbomen, zowel in als buiten bossen. Het produceert vruchtlichamen van maart tot september. Het komt meestal in groepen voor, minder vaak individueel.

## Kenmerken

### Uiterlijke kenmerken
Hoed
De hoed heeft een diameter van 4,5-18 (20) cm. De vorm is aanvankelijk convex, daarna geleidelijk spreidend, uiteindelijk vlak-convex, soms uitpuilend in het midden, minder vaak concaaf. Het oppervlak is glad, glanzend en licht plakkerig. Kleur van witachtig tot witgrijs, soms met een tint koffie met melk. Donkerder in het midden - licht hazelnootkleurig met zijdeachtige, hechtende villi in de vorm van kleine schubben op de toppen van delicate, stralende vezels. De hoedhuid kan worden afgetrokken.
Lamellen
De lamellen zijn Vrij, dicht, tot 1,5 cm breed, uitpuilend. De kleur is aanvankelijk wit en later rozeachtig. Er zijn talloze tussenlamellen. De bladen zijn vlak, bij oudere exemplaren enigszins vlezig en golvend.
Steel
De steel heeft een langete van 5-13 cm en een dikte van 0,5-1(1,5) cm. De steel is vol, cilindrisch of taps toelopend naar boven, soms verdikt aan de onderkant. De kleur van het oppervlak varieert van wit tot crèmegrijs of crèmegrijs, en zelfs walnoot aan de basis. Het is zijdeachtig en vezelig.
Vlees
Het vlees is compact, wit, soms gemarmerd in de steel. Het rijkt zwammig met een milde, licht beschimmelde smaak.

### Microscopische kenmerken
De sporen zijn ellipsvormig tot enigszins langwerpig van vorm, zelden breed ellipsvormig. Ze hebben een afmeting van 5,5–8(9,5) x 3,5–5(5,5) μm. Cheilocystidia zijn zeldzaam. Ze zijn slecht te onderscheiden, nauw knotsvormig, spoelvormig, met een afmeting van 35-70 x 0,8-22 (30) μm. Er zijn talrijke smalle spoelvormige pleurocystidia met afmetingen van 35-80 x 10-21 μm. Hun karakteristieke kenmerk zijn 2-4 (zelden 1) gespen met verschillende vormen en een wand tot 2 μm dik.

## Verspreiding
De zaagselhertenzwam is bekend uit Noord-Amerika en Europa. Het voorkomen ervan is ook beschreven in Australië en sommige regio's van Azië (Mongolië en Korea). 
In Nederland komt de zaagselhertenzwam matig algemeen voor. Hij staat op de rode lijst in de categorie 'bedreigd'.

## Foto's

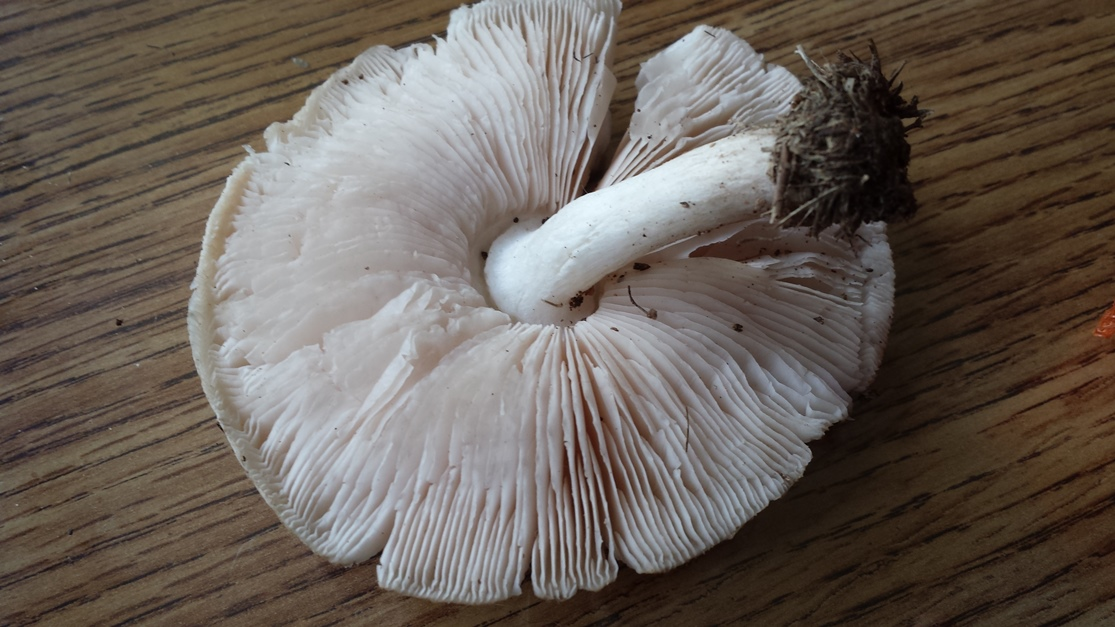
Lamellen
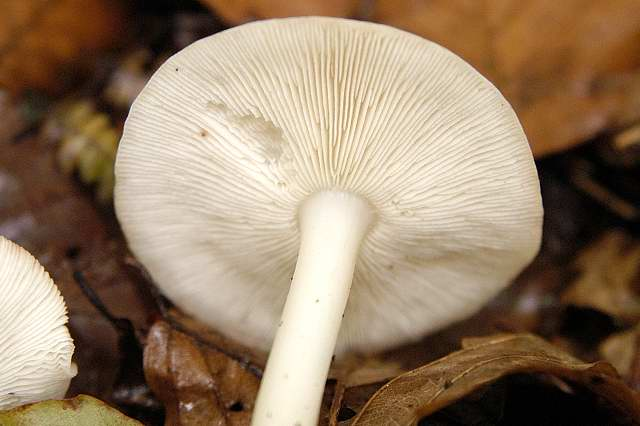
Lamellen